# Катарина Мекленбургская
Катарина Мекленбургская (нем. Katharina von Mecklenburg; 1487 — 6 июня 1561, Торгау) — герцогиня Саксонская, дочь герцога Мекленбурга Магнуса II и его супруги Софии Померанской.

## Жизнь
6 июля 1512 года во Фрайберге вышла замуж за саксонского герцога Генриха. В браке родилось шестеро детей:
- Сибилла (1515—1592), замужем за герцогом Францем I Саксен-Лауэнбургским (1510—1581)
- Эмилия (1516—1591), замужем за маркграфом Георгом Бранденбург-Ансбахским (1484—1534)
- Сидония (1518—1575), замужем за герцогом Эрихом II Брауншвейг-Каленбергским (1528—1584)
- Мориц (1521—1553), курфюрст Саксонии, женат на принцессе Агнесе Гессенской (1527—1555)
- Северинус (1522—1533)
- Август (1526—1586), курфюрст Саксонии, женат на принцессе Анне Датской (1532—1585)

Катарина с самого начала симпатизировала учению Мартина Лютера, а её супруг из страха перед братом, правящим герцогом Георгом, до 1536 года подавлял Реформацию. Позднее Фрайберг стал лютеранским.
Герцог Георг пытался подкупить Катарину, но она ответила его посланникам: «Вы окажете мне большую услугу, если незамедлительно покинете Фрайберг». В 1539 году, после смерти герцога Георга, супруги переехали в Дрезден и провели там Реформацию. Герцог Генрих умер 18 августа 1541 года, Катарина прожила ещё 20 лет в замке Волькенштайн.